# Estación de Porte de la Chapelle
Porte de la Chapelle (en español: Puerta de la Chapelle) es una estación de la línea 12 del metro de París situada al norte de la capital, en el XVIII Distrito. En el 2003, fue utilizada por más de 3,5 millones de pasajeros.

## Historia
La estación debe su nombre a un amplio acceso situado en las fortificaciones que protegían la ciudad y que era conocida bajo el nombre de porte de la Chapelle-Saint-Denis. Hasta ella llegaba la ruta imperial 1 que unía París con Calais por Saint-Denis para luego seguir por la calle de la Chapelle, eje principal de la comuna de la Chapelle, que en 1860 se integró en París.
Tras alcanzar la estación de Jules Joffrin en 1911, las obras de la línea A, la actual línea 12, siguieron en dirección oeste y tras superar las vías del tren a la altura de la estación de París Norte giraron bruscamente hacia el norte en una curva con un radio de 50 m hasta alcanzar Porte de la Chapelle tras superar un desnivel del 26 ‰. Afectada por la dificultad del trazado y por las penurias de la Primera Guerra Mundial, la estación no fue inaugurada hasta el 23 de agosto de 1916. Fue a partir de esta fecha hasta el 18 de diciembre de 2012, la terminal norte de la línea.

## Descripción
La estación se compone de dos andenes y tres vías, ordenados de la siguiente forma: v-a-v-a-v. Al fondo se completa con cuatro vías de garaje.
En su diseño, que muestra claras muestras de deterioro, conserva un marcado aspecto clásico, con claro predominio de los azulejos blancos biselados. Obra de la compañía Nord-Sur, luce aún su señalización original realizada con azulejos blancos y azules enmarcadas por un trazo verde donde aparecen las siglas N y S entrelazadas. Aunque oficialmente la estación se llama Porte de la Chapelle, la señalización sigue conservando la coletilla Saint Denis.